# Kalazh44
Kalazh44 (bürgerlich Christian Streltsov) ist ein deutscher Rapper aus Berlin.

## Leben
Kalazh44 ist ein Rapper mit ukrainischen Wurzeln, der in Berlin-Neukölln aufgewachsen ist. 2015 veröffentlichte er das Mixtape Bezirk 13. Anschließend unterschrieb er einen Management-Deal bei Chapter One und wurde von Mosh36 unter Vertrag genommen. Sein Debütalbum Diebe im Gesetz erschien 2016 über DJ Gan-Gs Label Major Movez und erreichte Platz 68 der deutschen Charts.
2019 begleitete Kalazh44 mit Brudi030 und Noah den Rapper Capital Bra auf dessen Gucciland-Tour. Außerdem erschienen 2019 die Singles Khabib mit Gringo und Capital Bra sowie Ghetto von Samra, auf der er mit Capital Bra und Brudi030 als Feature-Gast zu hören ist. Im Juni erschien mit Royal Rumble eine weitere Single, auf der er mit Capital Bra, Nimo, Luciano und Samra zu hören ist. Alle drei Singles erreichten die deutschen Charts. Ende August erschien die erste Single Bonbon zu seiner im selben Jahr erschienenen EP Nix gibts Balazh.

## Diskografie
Alben
- 2016: Diebe im Gesetz (Major Movez)
- 2020: Dreckig reden sauber flow’n
- 2021: Zwischen Millionen und Depressionen
- 2022: District 13

Mixtapes
- 2015: Bezirk 13

EPs
- 2019: Nix gibt’s Balazh

Singles
- 2017: Diamant
- 2018: Kokayn (mit Capital Bra)
- 2018: Kuzh
- 2018: Coco Jeyjo
- 2018: Zu viele Probleme (mit Brudi030)
- 2018: Zimmer 31
- 2018: Nazdarovje
- 2018: Alo
- 2018: Over the Horizon
- 2019: Davai (feat. Veysel)
- 2019: Bruder komm (mit Timur)
- 2019: Superman (mit Brudi030)
- 2019: Khabib (Gringo feat. Capital Bra, Kalazh44 & HK)
- 2019: Royal Rumble (mit Luciano, Nimo, Capital Bra & Samra)
- 2019: Bonbon
- 2019: 9mm (feat. Capital Bra, Samra & Brudi030)
- 2019: Wir (feat. Samra)
- 2019: Gift
- 2019: Roll
- 2019: Abadi (feat. Olexesh)
- 2020: Stadt
- 2020: Vier Vier 2 (mit Gringo, Brudi030, HK, NA! & Ya; #9 Single-Trend-Charts[7])
- 2020: Shakira (feat. Samra)
- 2020: Dupont (#19 der deutschen Single-Trend-Charts am 31. Juli 2020[8])
- 2020: Einfach so (#17 der deutschen Single-Trend-Charts am 11. September 2020[9])
- 2020: Rio
- 2020: Große Pupillen
- 2020: Handschuhfach
- 2021: Love for My Brothers
- 2021: Missed Calls (mit Samo104)
- 2021: Deine Augen (mit Mudi)
- 2021: Shotta
- 2021: Lüge
- 2021: La Haine
- 2021: Schwarz oder weiß
- 2021: Keine Liebe (feat. Bozza; #15 der Single-Trend-Charts am 4. Juni 2021[10])
- 2021: Rote Augen 2 (feat. Capital Bra)
- 2022: Stop Wars (mit Kontra K & Capital Bra)
- 2022: In meiner Welt (feat. Ngee; #5 der deutschen Single-Trend-Charts am 25. März 2022[11])
- 2022: Keine Politik (feat. Capital Bra; #9 der deutschen Single-Trend-Charts am 29. April 2022[12])
- 2022: November Rain (feat. Capital Bra; #19 der deutschen Single-Trend-Charts am 23. September 2022[13])
- 2023: Immer wieder (mit Capital Bra & Rote Mütze Raphi; #12 der deutschen Single-Trend-Charts am 6. Oktober 2023[14])

Gastbeiträge
- 2016: Scharfe Muni auf Rapbeduine von Mosh36
- 2017: Digital von Diloman (feat. Azero und Shqiptar)
- 2017: Vier Vier von Gringo (feat. Hasn.K, Brudi030 und YA)
- 2017: Prinzip auf #31# von Azero
- 2019: Ghetto von Samra feat. Capital Bra & Brudi030
- 2019: Pam Pam Pam auf Berlin lebt 2 von Capital Bra & Samra
- 2019: Click auf Amuflage von Amu, Milonair & MAAF (feat. Bonez MC, Hemso, LX & Sa4)
- 2020: Eda Özil auf CB7 von Capital Bra
- 2021: Von Café zu Café auf Normalität von Ngee
- 2022: Niemals Capis Cappy anfassen auf 8 von Capital Bra
- 2022: Cash auf Joker EP von Joker Bra
- 2022: Vollmond auf Königshaki von Juri

## Auszeichnungen für Musikverkäufe
Anmerkung: Auszeichnungen in Ländern aus den Charttabellen bzw. Chartboxen sind in ebendiesen zu finden.
| Land/RegionAuszeichnungen für Musikverkäufe (Land/Region, Auszeichnungen, Verkäufe, Quellen) | Gold  | Platin | Verkäufe | Quellen           |
| -------------------------------------------------------------------------------------------- | ----- | ------ | -------- | ----------------- |
| Deutschland (BVMI)                                                                           | Gold1 | —      | 200.000  | musikindustrie.de |
| Insgesamt                                                                                    | Gold1 | —      |          |                   |